# Niemenkangas
Niemenkangas är en ö i Finland. Den ligger i sjön Vuokkijärvi och i kommunen Suomussalmi i den ekonomiska regionen  Kehys-Kainuu  och landskapet Kajanaland, i den centrala delen av landet, 600 km norr om huvudstaden Helsingfors. Öns area är 58,2 hektar och dess största längd är 1,4 kilometer i sydöst-nordvästlig riktning.